# 科林·特恩布尔
科林·麦克米兰·特恩布尔（英語：Colin Macmillan Turnbull；1924年11月23日—1994年7月28日）是一位人类学家，生於英國倫敦，後來歸化美国，以著作《森林人》和《山岳人》而闻名，也是第一批在民族音乐学领域工作的人类学家之一。

## 生平
1924年出生于伦敦，曾在西敏公学和牛津大学莫德林学院学习政治学和哲学。在第二次世界大战期间，他曾在英国皇家海军后备队服役，之后，他获得了印度巴那拉斯印度大学印度宗教和哲学系为期两年的资助，在那里毕业并取得了印度宗教与哲学学位。
1951年，从巴那拉斯大学毕业后，特恩布尔与友人牛顿·比尔一起去比属刚果（现为刚果民主共和国）旅游。比尔是一名来自俄亥俄州的教师，跟他在印度相遇。两人在这段时间里首次研究了俾格米人，尽管那并不是旅行的目的。
这次非洲之旅中，特恩布尔还打了一份“神奇的零工”：帮助好莱坞制片人山姆·史匹格建造和运输道具船只。这条船就是“非洲女王号”，被用来拍摄电影《非洲女王号》。首次非洲之旅结束后，特恩布尔又去了加拿大西北部的耶洛奈夫，在那里做了一年的地质学家和金矿矿工，之后又重返学校去获得另一个学位。
1954年返回牛津大学后，特恩布尔开始专攻非洲的人类学。在第二次非洲之行之前，他在牛津大学呆了两年，最后决定集中精力研究比属刚果（1957–1958）和乌干达。经过多年的野外工作，他终于在1964年获得了牛津大学的人类学博士学位。
1959年，特恩布尔移居纽约，在美国自然历史博物馆做展览策划，负责非洲民族学研究。1965年，特恩布尔入籍美国。他后来又居住在弗吉尼亚州的兰开斯特县，并在里士满的弗吉尼亚联邦大学的社会学与人类学系任教。他以1961年的著作《森林人》而初露头角，这本书是对俾格米人的研究。
1972年，特恩布尔受到委托，去解释和解决艾克人（Ik people）正在经历的困境，而后出版了颇具争议的一本书《山岳人》。艾克人是一个全年狩猎采集的部落，但因为他们的传统活动区域涉及了乌干达，肯尼亚和苏丹三个国家的领土，所以现在被强迫固定在乌干达的某处定居。由于缺乏对这种生存条件的知识和文化基础，他们难以为继，甚至面临着饥荒和死亡。
特恩布尔后来和他的剧作家朋友彼得·布鲁克合作，将《山岳人》改编成了戏剧。

### 对音乐的贡献
特恩布尔的一些姆巴提人的音乐唱片已商业发行。他的作品启发了其他的民族音乐学研究，例如Simha Arom和Mauro Campagnoli。Lyrichord Discs唱片公司发行了他于1961年录制的《雨林俾格米人的音乐》。送往太空的旅行者金唱片上，使用了他录下的一首俾格米女孩的原创歌曲。

## 著作
- 1961 《森林人》. ISBN 0586059407
- 1962 《孤独的非洲人》. ISBN 0671200690
- 1962 《非洲的人们》.
- 1965 《任性的仆人：非洲俾格米人的两个世界》. ISBN 0837179270
- 1966 《非洲部落生活的传统与变化》.[缺少ISBN]
- 1968 《西藏：历史，宗教与人民》. ( 与土登晉美諾布合著). ISBN 0701113545
- 1972 《山岳人》. ISBN 0671640984
- 1973 《非洲与变化》 editor. ISBN 0394315200
- 1976 《人在非洲》. ISBN 0140220356
- 1978 《对艾克人的再反思：一个功能性非社交系统》. In: Charles D. Laughlin, Jr.; Ivan A. Brady (ed.): Extinction and Survival in Human Populations. New York: Columbia University Press
- 1983 《人类圈》. ISBN 0586084932
- 1983 《姆巴提俾格米人：改变与适应》. ISBN 0030615372
- 1992  《雨林俾格米人的音乐：特恩布尔的历史记录》 Label: Lyrichord Discs Inc.
- 《姆巴提俾格米人：一份民族调查》in Anthropological Papers of the American Museum of Natural History, 50: 139–282